# آدرنوسترون
آدرنوسترون (به انگلیسی: Adrenosterone) ،  سابستنسِ جیِ ریخشتاین(به انگلیسی: Reichstein's substance G)، 11-کتوآندروستندیون(به انگلیسی: 11-ketoandrostenedione) و یا 11-اکساندروستندیون(به انگلیسی: 11-oxoandrostenedione) با فرمول شیمیایی C۱۹H۲۴O۳ یک ترکیب شیمیایی با شناسه پاب‌کم ۲۲۳۹۹۷ است. که جرم مولی آن ۳۰۰٫۳۹ g/mol می‌باشد. 